# 阿尔杜瓦勒
阿尔杜瓦勒（法語：Ardouval，法語發音：[aʁduval]）是法国滨海塞纳省的一个市镇，属于迪耶普区。

## 地理
阿尔杜瓦勒（49°44'46"N, 1°16'24"E）面积10.49 平方千米，位于法国诺曼底大区滨海塞纳省，该省份为法国北部沿海省份，其西部及北部濒大西洋英吉利海峡，东起顺时针与索姆省、瓦兹省、厄尔省和卡爾瓦多斯省接壤。
与阿尔杜瓦勒接壤的市镇（或旧市镇、城区）包括：波姆雷瓦勒、贝朗孔布尔、梅尼勒福朗普里斯、罗赛、旺特圣雷米。

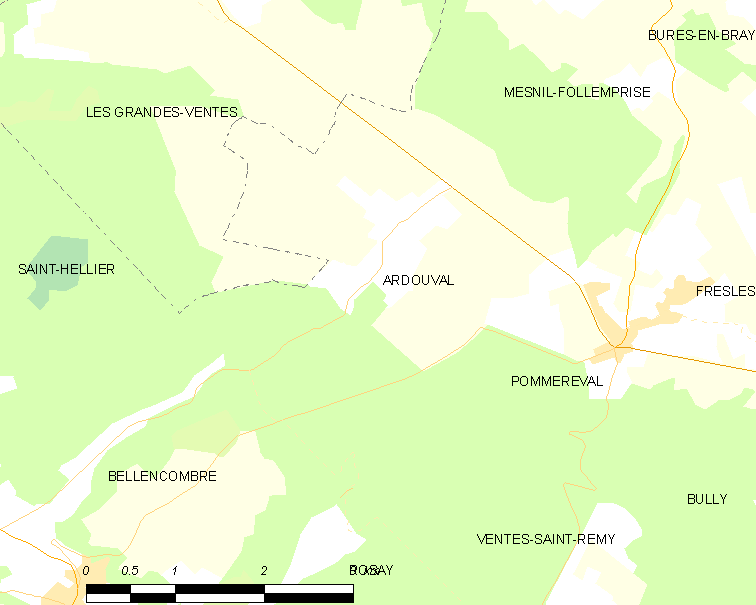
阿尔杜瓦勒的OSM定位图

阿尔杜瓦勒的时区为UTC+01:00、UTC+02:00（夏令时）。

## 行政
阿尔杜瓦勒的邮政编码为76680，INSEE市镇编码为76024。

## 政治
阿尔杜瓦勒所属的省级选区为布赖地区讷沙泰勒县。

## 人口

1962-2008年间阿尔杜瓦勒人口变化图示

阿尔杜瓦勒于2022年1月1日时的人口数量为154人。